# Herbert Reichner
Herbert Reichner (n. 4 martie 1899, Viena, Austro-Ungaria – d. 1971, Stockbridge, Massachusetts, SUA) a fost un editor și anticar austriac. 

## Biografie

Ediția germană a romanului Der verlorene Horizont al lui James Hilton, intitulată Irgendwo in Tibet, a fost publicată în 1937 de Reichner-Verlag

Reichner a fost până la Anexarea Austriei editorul scrierilor lui Stefan Zweig și a publicat operele lui Alexander Lernet-Holenia, Alexander Jakowlew, Katherine Mansfield și prima ediție a romanului Die Blendung a lui Elias Canetti. Reichner a preluat în 1934 drepturile de editor al cărților lui Stefan Zweig, care fuseseră publicate până atunci de Insel Verlag, printre care Marie Antoinette. Bildnis eines mittleren Charakters (1938), Joseph Fouché. Bildnis eines politischen Menschen, Drei Meister: Balzac. Dickens. Dostojewski (sub noul titlu Baumeister der Welt, 1936), Begegnungen mit Menschen, Büchern, Städten (1937) und Magellan. Der Mann und seine Tat (1938).
În editura sa fondată în 1925 au fost publicate cărți elaborate pe teme de muzică, literatură și istorie, printre care și biografia Alban Berg (1937) a lui Willi Reich. În 1936 Stefan Zweig l-a ajutat pe Hermann Broch, care fusese refuzat anterior de editura vieneză Paul Zsolnay Verlag, să-și publice eseul James Joyce und die Gegenwart la editura lui Reichner. La mijlocul anilor 1930 Reichner a fost supus unor presiuni puternice deoarece sucursala editurii din Germania Nazistă a fost considerată o „editură evreiască”. În 1936 cărțile din depozitul editurii din Leipzig au fost confiscate în urma unei percheziții fulger.
El a transferat în perioada 1928-1936 revista bibliofilă Philobiblon. Zeitschrift für Bücherfreunde la Viena. Editarea revistei a fost preluată și continuată din 1938 de editura autohtonă Rudolf M. Rohrer Verlag. Herbert Reichner și editura sa au fost printre adversarii regimului nazist și furnizorii centrului de reciclare a cărților. Conștient de faptul că, fiind evreu, viața lui era în pericol, a fugit cu soția sa la 13 martie 1938 în Elveția, unde editura sa avea o filială, iar în 1939 în Statele Unite ale Americii. Aici și-a reluat activitatea de anticar și a deschis un magazin în Stockbridge (Massachusetts).

## Publicații (selecție)
- Buchkunst der Gegenwart: Buch- u. Schriftwesen; Mit Zeittafeln zur Geschichte des schönen Buches von 1880 bis 1923 [Katalog] W. Braumüller Sohn, Viena, 1924.
- (ed.): E. R. Weiss zum fünfzigsten Geburtstage. 12. Oktober 1925. Insel Verlag; Bauersche Giesserei; S. Fischer, Leipzig, 1927.
- Die Druckerkunst in den Vereinigten Staaten von Nordamerika (1927)
- împreună cu S. C. Cockerell (ed.): The Kelmscott Press: 1891 to 1898: A Note By William Morris on His Aims in Founding the Kelmscott Press. Together With a Short History and Description of the Press By S. C. Cockerell. Central School of Arts & Crafts / Herbert Reichner, Londra / Viena, 1934.
- Great Thinkers: Portraits and Books – From Albertus Magnus to Albert Einstein. H. Reichner, 1944.